# Dandelinsfeer

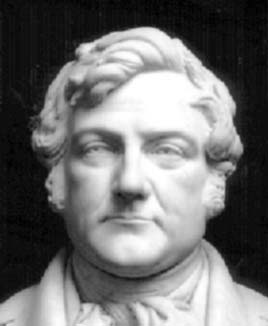
Germinal Pierre Dandelin

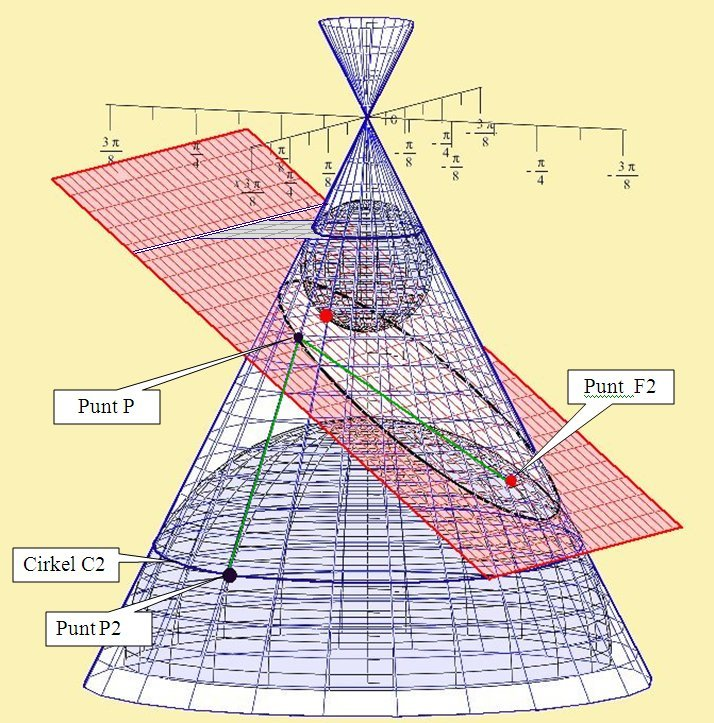
De dandelinsferen in het geval van een ellips. De twee brandpunten zijn de rode punten. De witte rechte links bovenaan het roze snijvlak is een richtlijn van de ellips

In de meetkunde is een dandelinsfeer een sfeer in het inwendige van een cirkelvormige kegel  die raakt aan de kegel en aan een vlak dat de kegel snijdt en dat niet door de top van de kegel gaat.
De kegelsnede die ontstaat als doorsnede kan een hyperbool zijn, een parabool of een ellips. In de onderstaande figuur wordt het geval van een ellips geïllustreerd. De twee sferen die zich binnen de kegel bevinden, zijn de sferen van Dandelin, die zowel de kegel raken als het vlak waarmee de kegel wordt gesneden. Beide sferen hebben hun middelpunt op de as van de kegel en raken de kegel in een cirkel. Een parabool heeft slechts één dandelinsfeer. Een hyperbool heeft er twee, een in elke helft van de kegel. De twee sferen werden genoemd naar de Belgische wiskundige en ingenieur Germinal Pierre Dandelin, die eenvoudige bewijzen formuleerde voor twee reeds vroeger bekende stellingen over deze sferen en de kegelsnede.

## Eerste stelling
De eerste stelling, die hier wordt aangetoond in het geval van een ellips, zegt:
De twee dandelinsferen raken het vlak in de brandpunten van de kegelsnede die de snijding is van de kegel en het vlak.
Dandelin formuleerde een verrassend eenvoudig bewijs:
Het basisprincipe is als volgt. Stel dat men vanuit een punt buiten een cirkel de twee raaklijnen aan de cirkel tekent. Dan is de afstand van dat punt tot elk van de raakpunten gelijk. Hetzelfde geldt voor een punt dat buiten een boloppervlak of sfeer ligt. Indien men vanuit het punt twee lijnen neemt die de bol raken, zijn de afstanden van het punt tot elk van de twee raakpunten gelijk.
Neem nu een punt {\displaystyle P} op de ellips, zoals aangegeven op de figuur. Neem vervolgens de rechte door de top van de kegel en door dit punt {\displaystyle P.} Deze beschrijvende snijdt de raakcirkel van de onderste dandelinsfeer in {\displaystyle P_{2}}. Teken ook de lijnstuk van {\displaystyle P} naar het raakpunt {\displaystyle F_{2}} van de onderste dandelinsfeer aan het snijvlak. Dan is wegens het hierboven vermelde basisprincipe de afstand {\displaystyle d(P,P_{2})} gelijk aan {\displaystyle d(P,F_{2})} want deze twee lijnstukken, beide groen op de figuur, raken vanuit {\displaystyle P} beide de onderste dandelinsfeer.
Op dezelfde manier bekomt men dat de afstand {\displaystyle d(P,P_{1})} van het punt {\displaystyle P} tot de raakcirkel aan de bovenste dandelinsfeer even groot is als de afstand van {\displaystyle P} tot het raakpunt {\displaystyle F_{1}} van de bovenste dandelinsfeer aan het snijvlak. Dus geldt:
{\displaystyle d(P,F_{1})+d(P,F_{2})=d(P,P_{1})+d(P,P_{2})}
Het rechterlid van deze gelijkheid is echter constant, want het is gelijk aan de afstand {\displaystyle K} tussen de twee raakcirkels, die evenwijdig zijn. Dus geldt voor alle punten van de ellips:
{\displaystyle d(P,F_{1})+d(P,F_{2})=K}
De enige punten waarvoor dit geldt, zijn per definitie de brandpunten van de ellips.
Deze redenering kan worden aangepast in het geval het vlak de kegel snijdt volgens een parabool of een hyperbool.

## Tweede stelling
De tweede stelling was eveneens reeds bekend sinds de oudheid maar ook hier kan met behulp van de dandelinsferen een eenvoudig bewijs gegeven worden. Deze tweede stelling betreft de algemene meetkundige definitie van een kegelsnede:
Gegeven een rechte {\displaystyle d}, richtlijn genoemd, en een punt {\displaystyle F}, brandpunt genoemd, dat niet op {\displaystyle d} ligt. Gegeven ook een positief reëel getal {\displaystyle e}, excentriciteit genoemd. Dan is de meetkundige plaats van de punten waarvoor de afstand tot het vaste punt {\displaystyle F} gelijk is aan {\displaystyle e} keer de afstand tot de vaste rechte {\displaystyle d}, een kegelsnede. In het bijzonder is het een ellips indien {\displaystyle e<1}, een parabool indien {\displaystyle e=1} en een hyperbool indien {\displaystyle e>1}.
In formulevorm wordt dit:
{\displaystyle d(P,F)=e\,d(P,d)}
In de context van dandelinsferen kan de richtlijn gevonden worden als de snijding van het vlak door de raakcirkel van een dandelinsfeer, met het vlak dat de kegelsnede bepaalt. In het geval van de ellips bijvoorbeeld, zijn er twee brandpunten en twee richtlijnen. een brandpunt en de richtlijn die bij dat brandpunt hoort, liggen beide aan dezelfde kant van de ellips. In de figuur is dit bijvoorbeeld het hoogste gelegen brandpunt dat gekoppeld is aan de richtlijn die linksbovenaan getekend is als snijlijn van het rode snijvlak, en het grijze vlak door de raakcirkel van de bovenste dandelinsfeer.